# Schronisko PTTK „Bacówka pod Trójgarbem”
Schronisko PTTK „Bacówka pod Trójgarbem” – nieistniejące górskie schronisko turystyczne Polskiego Towarzystwa Turystyczno-Krajoznawczego w Sudetach Środkowych, w Górach Wałbrzyskich, w województwie dolnośląskim. Obiekt położony był na wysokości około 500 m n.p.m. na terenie Obszaru Chronionego Krajobrazu Kopuły Chełmca, Trójgarbu i Krzyżowej Góry koło Strzegomia, w południowo-wschodniej części Masyw Trójgarbu i Krąglaka, u stóp południowo-wschodniego zbocza Trójgarbu, na skraju lasu za wsią Lubomin. 

## Historia
Około połowy XIX wieku na szczycie powstało schronisko Sattelwaldbaude z gospodą, które istniało do II wojny światowej. 
„Bacówka pod Trójgarbem” zbudowana została przez PTTK w latach 1977–1984. Architektura budynku nawiązywała do architektury beskidzkiej, obcej w Sudetach. Schronisko stanowił niewielki, dwupiętrowy, drewniany budynek na kamiennej podmurówce, w którym mieściły się mała restauracja i barek oraz pomieszczenia noclegowe (do 30 osób w sześciu pokojach). Przed schroniskiem był obszerny plac z zadaszeniem oraz parking ze stylową bramą ozdobioną kołami wozów drabiniastych.
W sierpniu 2009 bacówka została uznana za najgorsze schronisko górskie w rankingu sporządzonym przez polski magazyn turystyki górskiej „n.p.m.”, niedługo potem schronisko zostało oficjalnie zamknięte. Obiekt był częściowo zniszczony np.: zawalone główne schody wejściowe do bacówki, zniszczona sąsiadująca hydrofornia. Część wyposażenia została rozkradziona, zanim główne wejścia do obiektu zostały zabezpieczone. 
Wiosną 2017 obiekt został rozebrany, a w jego miejscu ma powstać nowy, prywatny obiekt noclegowy.